# Арсен
 Тази статия е за химичния елемент.  За селото във Воденско, Гърция вижте Арсен (дем Въртокоп).  
Арсенът е химичен елемент от Периодичната система на елементите с атомен номер 33 и символ As. Арсенът се среща в редица минерали, обикновено в комбинация със сяра и метали, както и като кристал. Елементът е известен отровен металоид и има три алотропни форми: жълта, черна и сива (единствената форма с индустриално приложение).
Минимално количество арсен е полезно за всички многоклетъчни организми. Ежедневно поглъщане над необходимата доза причинява хронично арсеново отравяне, което може да доведе до болестта на Алцхаймер, диабет или в крайна сметка смърт. Характерен е балсамиращият ефект на арсеновото отравяне: трупът на починалия се запазва в продължение на години.

## История
Думата „арсен“ има персийско-сирийски произход. Сулфидите и оксидите на арсена са били познати и използвани в древността.

## Приложение
Арсенът се използва в различни сплави. Основното му приложение е в сплави на оловото (например в акумулатори и боеприпаси). Арсенът е най-честата добавка в полупроводниковите елементи, а оптоелектронното съединение галиев арсенид е вторият най-често използван полупроводник след силиция.
Арсенът и съединенията му (особено триоксидът) са били използвани като пестициди, хербициди и инсектициди; в наши дни тази му употреба намалява. Например хромираният меден арсенид е забранен в САЩ за употреба от 2003 г.
Арсенът все още се употребява в стоматологията, но разреден, защото е силно отровен дори в минимални количества.

## Находища и производство
Арсенът заема около 0,00015 % от земната кора и е на 53-то място по разпространение.
През 2005 година Китай е бил сред най-големите производители на арсен с около 50 % от световното производство. На второ място по производство на арсен в света се нарежда Чили, следвана от Перу и Мароко.
| Страна            | As2O3 Производство (2012) |
| ----------------- | ------------------------- |
| Белгия            | 1000 t                    |
| Чили              | 10 000 t                  |
| Китай             | 25 000 t                  |
| Мароко            | 6000 t                    |
| Русия             | 1500 t                    |
| Останалите страни | 300 t                     |
| Общо в света      | 44 000 t                  |

## Арсенът като замърсител в околната среда
Всички съединения на арсена са отровни в една или друга степен, поради което се използват като пестициди. Прекомерната му употреба е довела до замърсяване на подпочвените води в целия свят. Разтворите на As3+ са по-силни отрови от разтворите на As5+.
Арсенът в почвата
Незамърсените почви в България съдържат средно около 7 mg арсен в килограм почва. Напояването на оризищата от яз. „Тополница“ или замърсяването по въздуха на почвите край Пирдоп и Златица са довели до високи равнища на As, даже 200 – 250 mg/kg, докато допустимата норма е 25 mg/kg. На места замърсяването е от употребата на арсенови пестициди в миналото. Арсенът може да замърсява почвите и чрез торенето със суперфосфат.
Арсенът във въздуха
As е рядка атмосферна съставка, освен в райони около металодобивни предприятия, топлоцентрали и подобни, където достига до 1 μg/m3. Отделя се главно като As2O3. Арсенът в градския въздух е около 0,02 μg/m3, докато съдържанието му в цигарите се определя на 10 μg/kg.
Арсенът във водите
Видовете води се различават по концентрация на арсена: в пресните води тя е от 0,15 до 0,45 μg/l; в морската вода е в границите от 2 до 5 μg/l, докато в океанските води се мени силно от 0,09 до 25 μg/l. В минералните води се срещат далеч по-високи концентрации на арсен – от порядъка на 20 – 45 μg/l. Тези концентрации са разтворни и са много малка част от общия арсен в диспергираните вещества и седименти. Планктонът натрупват арсен в големи количества – до 2400 mg/kg сухо тегло. Натрупването на арсен в рибите варира около 1 – 2 mg/kg свежо тегло.
Арсенът в растенията
Постъпването на As в растенията през почвата зависи от редица нейни свойства – киселинност, механичен състав, хумус, оксиди и хидрооксиди на желязото, съдържание на арсен и фосфати. Биологията на самото растение е също важен фактор на усвояване. Върху незамърсени почви растенията натрупват по-малко от 0,5 mg As в килограм свежо тегло. Върху замърсени с As почви (50 mg/kg) оризът – чувствителна на As култура – е намалил продуктивността си с 10 % като е натрупал в зърно, слама и корени, съответно 0,6, 25 и 260 mg As в килограм сухо вещество. Върху рудни полета растителността често придобива устойчивост към арсенова токсичност. Фитотоксичността се проявява най-силно върху протеиновите (SH−) сулфихидрилни групи на кореновите мембрани. Началните симптоми се изразяват в загуба на тургор (увяхване), забавено развитие на надземната част, а по-късно и развитие на листно оцветяване от розово до светложълто и пълна некроза.
Арсенът в животните
За домашните животни леталната доза на Na3AsO3 (арсенит) е 1 – 25 mg As за килограм живо тегло. Има обаче и такива, които издържат на 50 mg/kg за неорганични форми и даже 100 mg/kg за органични. Най-общо, непреживните животни са по-чувствителни на арсенова интоксикация отколкото преживните животни.
Арсенът в човека
Арсенът попада в човека чрез дишането, през кожата и храносмилателния тракт. По-нататък преминава в кръвта, като 95 – 99 % от него се натрупва в еритроцитите във вид на трайни съединения с белтъка на хемоглобина. Така, той се транспортира и до другите органи – черен дроб, бял дроб, бъбреци, далак и стени на храносмилателен тракт. Част от As макар и по-бавно достига до костите, косите, ноктите и кожата, където остава трайно. Организмът освобождава чрез урината около 70 % от погълнатия As. Средното дневно поглъщане на As от човека е 20 μg, докато фаталната най-ниска доза се оценява на 70 – 180 mg. Най-токсични са AsH3 и AsCl3. Хронично отравянето с As се проявява различно: кожно заболяване, стомашно-чревни смущения, анемия и различни карциноми. В малки количества As е биологично полезен – необходим, а в по-големи е вреден – токсичен. Леталната доза арсеник (As2O3) e 7 пъти по-ниска от тази на змийската отрова –700 mg!